# Shellback (nhà sản xuất)
Karl Johan Schuster, thường được biết đến với nghệ danh Shellback (sinh ngày 1 tháng 2 năm 1985), là một nam nhạc sĩ, nhạc công kiêm nhà sản xuất thu âm người Thụy Điển. 
Anh có cộng tác với Max Martin, cùng nhau, họ đã sáng tác ra nhiều ca khúc nổi tiếng, trong đó có "So What", "Raise Your Glass", "F**kin' Perfect" của P!nk, "Whataya Want from Me" của Adam Lambert, "If U Seek Amy", "3", "I Wanna Go" của Britney Spears, "DJ Got Us Fallin' in Love" của Usher. Tất cả các ca khúc trên đều lọt được vào Top 20 bảng xếp hạng Billboard Hot 100 của Mỹ. Shellback ngoài ra cũng là đồng sáng tác cho đĩa đơn "Moves Like Jagger" của Maroon 5 và Christina Aguilera, ca khúc đã đạt vị trí quán quân trên bảng xếp hạng của nhiều quốc gia trên toàn thế giới.

## Sự nghiệp
Sinh ra tại Stockholm và lớn lên ở Karlshamn, Thụy Điển, Schuster bắt đầu sự nghiệp của mình với việc trở thành một tay trống trong ban nhạc indierock địa phương ở Karlshamn, trước khi tham gia hát chính trong ban nhạc Blinded Colony. Sau sự phát hành của Bedtime Prayers bởi hãng đĩa Pivotal Rockordings, cùng với chuyến lưu diễn châu Âu cùng Blinded Colony, Johan rời khỏi ban nhạc vào tháng 8 năm 2007 và tập trung vào công việc sáng tác.
Schuster sử dụng cái tên Shellback làm nghệ danh cho công việc sáng tác và sản xuất của mình, và trở thành một thành viên trong công ty sản xuất âm nhạc Maratone Studios của Max Martin từ năm 2007. Anh đồng sáng tác đĩa đơn năm 2008 của P!nk, "So What" cùng với Pink và Max Martin, và sau đó là đĩa đơn năm 2008 của Britney Spears, "If U Seek Amy", cùng với Savan Kotecha, Alexander Kronlund và Max Martin.

## Danh sách sản xuất
| Tên                                       | Năm  | Album                                       | Sáng tác | Sản xuất |
| ----------------------------------------- | ---- | ------------------------------------------- | -------- | -------- |
| "If U Seek Amy"                           | 2008 | Britney Spears – Circus                     | ☑        |          |
| "I'm Gone I'm Going"                      | 2008 | Lesley Roy – Unbeautiful                    | ☑        |          |
| "Boring"                                  | 2008 | Pink – Funhouse                             | ☑        |          |
| "It's All Your Fault"                     | 2008 | Pink – Funhouse                             | ☑        |          |
| "So What"                                 | 2008 | Pink – Funhouse                             | ☑        |          |
| "Oxygen"                                  | 2009 | Living Things – Habeas Corpus               | ☑        | ☑        |
| "Bigger"                                  | 2009 | Backstreet Boys – This Is Us                | ☑        | ☑        |
| "3"                                       | 2009 | Britney Spears – The Singles Collection     | ☑        | ☑        |
| "Quitter"                                 | 2009 | Carrie Underwood – Play On                  | ☑        | ☑        |
| "Friday I'll Be Over U"                   | 2009 | Allison Iraheta – Just Like You             | ☑        | ☑        |
| "Just Like You"                           | 2009 | Allison Iraheta – Just Like You             | ☑        | ☑        |
| "Outta My Head"                           | 2009 | Leona Lewis – Echo                          | ☑        | ☑        |
| "Naked"                                   | 2009 | Leona Lewis – Echo                          |          | ☑        |
| "Whataya Want from Me"                    | 2009 | Adam Lambert – For Your Entertainment       | ☑        | ☑        |
| "If I Had You"                            | 2009 | Adam Lambert – For Your Entertainment       | ☑        | ☑        |
| "Kiss n Tell"                             | 2010 | Ke$ha – Animal                              | ☑        |          |
| "Hungover"                                | 2010 | Ke$ha – Animal                              | ☑        |          |
| "Party at a Rich Dude's House"            | 2010 | Ke$ha – Animal                              | ☑        | ☑        |
| "Dinosaur"                                | 2010 | Ke$ha – Animal                              | ☑        | ☑        |
| "DJ Got Us Fallin' in Love"               | 2010 | Usher – Versus                              | ☑        | ☑        |
| "Raise Your Glass"                        | 2010 | P!nk – Greatest Hits... So Far!!!           | ☑        | ☑        |
| "Fuckin' Perfect"                         | 2010 | P!nk – Greatest Hits... So Far!!!           | ☑        | ☑        |
| "Time Machine"                            | 2010 | Robyn – Body Talk                           | ☑        | ☑        |
| "Can't Find Entrance"                     | 2011 | Those Dancing Days – Daydreams & Nightmares | ☑        | ☑        |
| "Loser Like Me"                           | 2011 | Glee cast – Glee: The Music, Volume 5       | ☑        | ☑        |
| "Dancing Crazy"                           | 2011 | Miranda Cosgrove – High Maintenance         | ☑        | ☑        |
| "I'll Survive You"                        | 2011 | BC Jean - Đĩa đơn                           | ☑        | ☑        |
| "Back 2 Life"                             | 2011 | E-Type - Đĩa đơn                            | ☑        | ☑        |
| "What the Hell"                           | 2011 | Avril Lavigne – Goodbye Lullaby             | ☑        | ☑        |
| "Wish You Were Here"                      | 2011 | Avril Lavigne – Goodbye Lullaby             | ☑        | ☑        |
| "Smile"                                   | 2011 | Avril Lavigne – Goodbye Lullaby             | ☑        | ☑        |
| "I Love You"                              | 2011 | Avril Lavigne – Goodbye Lullaby             | ☑        | ☑        |
| "I Wanna Go"                              | 2011 | Britney Spears – Femme Fatale               | ☑        | ☑        |
| "Criminal"                                | 2011 | Britney Spears – Femme Fatale               | ☑        | ☑        |
| "Up n' Down"                              | 2011 | Britney Spears – Femme Fatale               | ☑        | ☑        |
| "Light Up the World"                      | 2011 | Glee cast – Glee: The Music, Volume 6       | ☑        | ☑        |
| "Moves Like Jagger"                       | 2011 | Maroon 5 - Hands All Over                   | ☑        | ☑        |
| "Beggin' on Your Knees"                   | 2011 | Victorious cast – Victorious                | ☑        | ☑        |
| "No More Secrets"                         | 2011 | Carolina Liar – Wild Blessed Freedom        | ☑        | ☑        |
| "Me and You"                              | 2011 | Carolina Liar – Wild Blessed Freedom        | ☑        | ☑        |
| "Beautiful People"                        | 2011 | Carolina Liar – Wild Blessed Freedom        |          | ☑        |
| "King Of Broken Hearts"                   | 2011 | Carolina Liar – Wild Blessed Freedom        |          | ☑        |
| "Salvation"                               | 2011 | Carolina Liar – Wild Blessed Freedom        | ☑        | ☑        |
| "All That Comes Out of My Mouth"          | 2011 | Carolina Liar – Wild Blessed Freedom        | ☑        | ☑        |
| "Want U Back"                             | 2011 | Cher Lloyd – Sticks + Stones                | ☑        | ☑        |
| "With Ur Love"                            | 2011 | Cher Lloyd – Sticks + Stones                | ☑        | ☑        |
| "Beautiful People"                        | 2011 | Cher Lloyd – Sticks + Stones                |          | ☑        |
| "She Doesn't Mind"                        | 2011 | Sean Paul – Tomahawk Technique              | ☑        | ☑        |
| "Payphone"                                | 2012 | Maroon 5 – Overexposed                      | ☑        | ☑        |
| "One More Night"                          | 2012 | Maroon 5 – Overexposed                      | ☑        | ☑        |
| "Doin' Dirt"                              | 2012 | Maroon 5 – Overexposed                      | ☑        | ☑        |
| "Scream"                                  | 2012 | Usher – Looking for Myself                  | ☑        | ☑        |
| "I'm In Love"                             | 2012 | Ola Svensson – Đĩa đơn                      | ☑        | ☑        |
| "We Are Never Ever Getting Back Together" | 2012 | Taylor Swift – Red                          | ☑        | ☑        |
| "I Knew You Were Trouble."                | 2012 | Taylor Swift – Red                          | ☑        | ☑        |
| "22"                                      | 2012 | Taylor Swift – Red                          | ☑        | ☑        |
| "Slut Like You"                           | 2012 | P!nk – The Truth About Love                 | ☑        | ☑        |
| "Your Body"                               | 2012 | Christina Aguilera – Lotus                  | ☑        | ☑        |
| "Let There Be Love"                       | 2012 | Christina Aguilera – Lotus                  | ☑        | ☑        |
| "Kiss You"                                | 2012 | One Direction – Take Me Home                | ☑        |          |
| "Heart Attack"                            | 2012 | One Direction – Take Me Home                | ☑        | ☑        |
| "Nobody Compares"                         | 2012 | One Direction – Take Me Home                | ☑        | ☑        |
| "All That Matters (The Beautiful Life)"   | 2012 | Ke$ha – Warrior                             | ☑        | ☑        |

### Billboard Hot 100
Những đĩa đơn dưới đây đã lọt vào Top 10 bảng xếp hạng Billboard Hot 100 của Mỹ.
Đĩa đơn quán quân
- "So What"
- "3"
- "Raise Your Glass"
- "Moves Like Jagger"
- "We Are Never Ever Getting Back Together"
- "One More Night"

Top 10
- "Whataya Want From Me"
- "DJ Got Us Fallin' In Love"
- "Fuckin' Perfect"
- "Loser Like Me"
- "I Wanna Go"
- "Payphone"
- "Scream"
- "I Knew You Were Trouble"

## Liên kết khác
- Shellback trên Maratone.seLưu trữ ngày 29 tháng 1 năm 2009 tại Wayback Machine